# Drapeau du Colorado
 (juin 2023).
Si vous disposez d'ouvrages ou d'articles de référence ou si vous connaissez des sites web de qualité traitant du thème abordé ici, merci de compléter l'article en donnant les références utiles à sa vérifiabilité et en les liant à la section « Notes et références ».
Le drapeau du Colorado est le drapeau officiel de l'État américain du Colorado. Il se compose de trois bandes horizontales de largeur et de longueur égales. La bande du milieu est blanche et les deux autres bleues. Par-dessus les bandes se dessine une lettre C rouge, remplie d'un disque doré.
Le bleu représente le ciel, l'or représente les richesses minières de l'État, le blanc la neige qui couvre les montagnes et le rouge est « le rouge du fleuve Colorado ».
Le drapeau fut conçu par Andrew Carlisle Johnson en 1911 et adopté par l'Assemblée générale du Colorado le 5 juin de cette même année.
Toutefois, le corps législatif n'a pas spécifié la taille du C ou les teintes exactes du bleu et du rouge. Ainsi, certains drapeaux présentaient des couleurs différentes, avec le C entièrement inclus dans la bande centrale. Aussi, le 28 février 1929, l'Assemblée générale a précisé que le rouge et le bleu du drapeau seraient les mêmes que sur le drapeau fédéral. Le 31 mars 1964, elle a en outre imposé que le diamètre du disque doré soit égal à la hauteur de la bande blanche.

## Galerie

Drapeau de l'État du Colorado entre 1907 et 1911.